# Nemestrinus graecus
Nemestrinus graecus är en tvåvingeart som först beskrevs av Robert W. Lichtwardt 1907.  Nemestrinus graecus ingår i släktet Nemestrinus och familjen Nemestrinidae.
Artens utbredningsområde är Grekland. Inga underarter finns listade i Catalogue of Life.